# Alhazen (månekrater)
Alhazen er et nedslagskrater på Månen, beliggende nær den østlige rand af Månens forside. Det er opkaldt efter den arabiske eller persiske polyhistor Alhazen (965-1039).
Navnet blev officielt tildelt af den Internationale Astronomiske Union (IAU) i 1935. 

## Omgivelser
Lige mod syd-sydøst ligger Hansenkrateret, og mod vest ligger Mare Crisium. 

## Karakteristika
Randen af Alhazen er næsten cirkulær, men ser meget aflangt ud set fra Jorden på grund af fortegning af perspektivet. De indre kratervægge og kraterbunden er ujævne og irregulære. En lav højderyg forbinder Alhazens sydlige rand med det nærliggende Hansenkrater.

## Satellitkratere
De kratere, som kaldes satellitter, er små kratere beliggende i eller nær hovedkrateret. Deres dannelse er sædvanligvis sket uafhængigt af dette, men de får samme navn som hovedkrateret med tilføjelse af et stort bogstav. På kort over Månen er det en konvention at identificere dem ved at placere dette bogstav på den side af satellitkraterets midte, som ligger nærmest hovedkrateret. Alhazenkrateret har følgende satellitkratere:
| Alhazen | Bredde  | Længde  | Diameter |
| ------- | ------- | ------- | -------- |
| A       | 16,2° N | 74,3° Ø | 14 km    |
| D       | 19,7° N | 75,2° Ø | 33 km    |

## Måneatlas
- Billeder af Alhazenkrateret i LPI-måneatlasset